# Una matta, matta, matta corsa in Russia
Una matta, matta, matta corsa in Russia (in russo Невероятные приключения итальянцев в России?, 'Neverojatnye priključenija ital'jancev v Rossii', tradotto: Le incredibili avventure degli italiani in Russia) è un film commedia del 1973 diretto da Franco Prosperi, pseudonimo di Francesco Prosperi, e da Ėl'dar Rjazanov. Fu l'ultimo film per Alighiero Noschese e per Antonia Santilli.

## Trama
Un'anziana signora russa emigrata in Italia, in cura presso un ospedale di Roma, rivela in punto di morte alla sua unica nipote di avere nascosto un immenso tesoro sotto un leone a Leningrado. Gli infermieri nella sala, insieme ad un mafioso, a un dottore dell'ospedale e a un paziente, sentono il testamento dell'anziana morente.
Tutti partono separatamente per l'Unione Sovietica, per trovarsi inaspettatamente sullo stesso aereo per Mosca. Decidono di non nascondere la motivazione del loro viaggio.
I sei protagonisti iniziano rocambolesche avventure per raggiungere Leningrado. Una volta là, scavano sotto ogni statua di leone, dando risvolti comici alla storia, e trovando infine il tesoro difeso ardentemente da King, un leone in carne e ossa allo zoo.